# Гродзець (Сілезьке воєводство)
Гродзець (пол. Grodziec) — село в Польщі, у гміні Ясениця Бельського повіту Сілезького воєводства.
Населення — 1195 осіб (2011).

## Демографія
Демографічна структура станом на 31 березня 2011 року:
|          | Загалом | Допрацездатний вік | Працездатний вік | Постпрацездатний вік |
| -------- | ------- | ------------------ | ---------------- | -------------------- |
| Чоловіки | 588     | 120                | 412              | 56                   |
| Жінки    | 607     | 110                | 365              | 132                  |
| Разом    | 1195    | 230                | 777              | 188                  |